# Joaquín Miras Albarrán

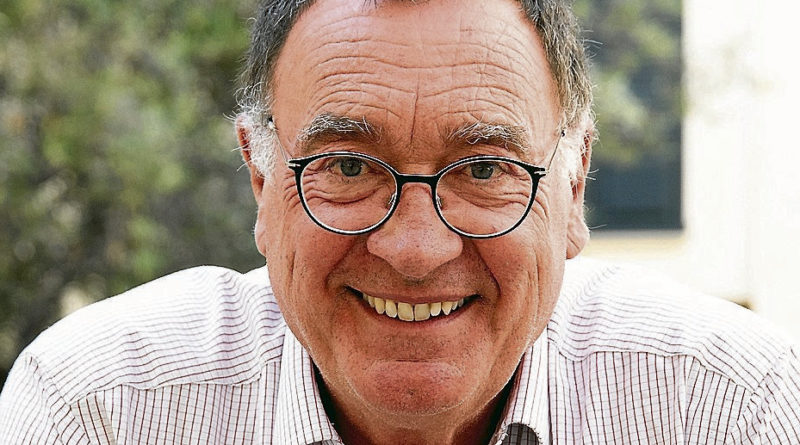
Joaquín Miras

Joaquín Miras Albarrán (Barcelona, 6 de enero de 1953) es un filósofo y militante comunista marxista. 
Estudió Filología Hispánica en la Universidad Autónoma de Barcelona y trabajó durante toda su etapa laboral, hasta su jubilación, como profesor de Castellano de educación secundaria. En el ámbito sindical, participó de la fundación de la Federación de Enseñanza de CCOO. Militó durante casi treinta años en organizaciones políticas (PSUC y PCC), en las que mantuvo distintos cargos, y fue director de la revista Realitat, órgano de expresión del PCC. Actualmente es presidente de la asociación cultural espaiMarx.
Es autor de diversos libros, publicados en su mayoría en la editorial de El Viejo Topo. No obstante, su producción intelectual se ha concentrado en la escritura de artículos y ensayos sobre filosofía política. Principalmente, ha reflexionado sobre el pensamiento marxista y hegeliano, así como sobre la tradición de la democracia y el republicanismo. La mayoría de estos textos han aparecido en revistas como Avant, Realitat, Sin Permiso, Rebelión y El Viejo Topo. Recientemente, a partir de su lectura de parte de la obra de Bolívar Echeverría y Ramón Kuri Camacho, se ha centrado en el estudio de los debates filosóficos de la Escolástica medieval, con especial atención a la figura de Francisco Suárez. A lo largo de las décadas también ha participado de la organización de jornadas de debate y ha animado numerosos seminarios de lectura. 
Como pensador, se ha situado principalmente dentro de la tradición de la filosofía de la praxis, término acuñado por Antonio Labriola que sería utilizado más tarde por su discípulo, Antonio Gramsci. En tal sintagma, "de la praxis", como escribió Manuel Sacristán, funciona sintácticamente como genitivo subjetivo de "filosofía", es decir, el filosofar no se dedica a una realidad objetiva exterior a él, sino que es un momento de la actividad social de la que surge y sobre la que reflexiona; es la propia praxis reflexionándose. Considera que el ser humano, por lo tanto, carece de una esencia prefijada, innata, y que posee en cambio una naturaleza procesual, activa e intersubjetiva, que se realiza y se transforma a sí misma en su hacer histórico, en su historicidad, y le permite darse su fin. Es un ser, por lo tanto, ontológicamente libre. Otras de sus influencias dentro del marxismo incluyen a György Márkus, E. P. Thompson, Maurice Godelier, Raymond Williams, Arthur Rosenberg, Georg Lukács, István Mészáros, Lev Vygotski o Robert Brenner.

## Libros
- Repensar la política, refundar la izquierda. Historia y desarrollo posible de la tradición de la Democracia. Barcelona, Ediciones de Intervención Cultural 2002
- Socialización, democracia, autogestión: un debate marxista en los tiempos de la izquierda plural. Coord. con Joan Tafalla. Barcelona, Ediciones de Intervención Cultural 2004
- La izquierda como problema. Con Joan Tafalla. Barcelona, Ediciones de Intervención Cultural 2013
- Non nos representen! A política como ciencia ou a política como praxe. Galicia Sacauntos 2016
- Praxis política y Estado Republicano. Crítica del republicanismo liberal. Barcelona, Ediciones de Intervención Cultural 2016
- Entrevistas a Joaquín Miras Albarrán sobre Praxis política y estado republicano. Por Salvador López Arnal. Els Arbres de Fahrenheit 2020